# Antonov An-72
Antonov An-72 (v kódu NATO "Coaler") je sovětský, resp. ukrajinský víceúčelový transportní letoun krátkého vzletu a přistání určený pro civilní i vojenské účely, který vznikl na podkladě letounu Antonov An-26.
Je charakteristický dvěma motory umístěnými nad křídlem – ofukování horní strany profilu křídla zvyšuje vztlak. Jedná se praktické využití tzv. Coandova efektu.

## Vývoj

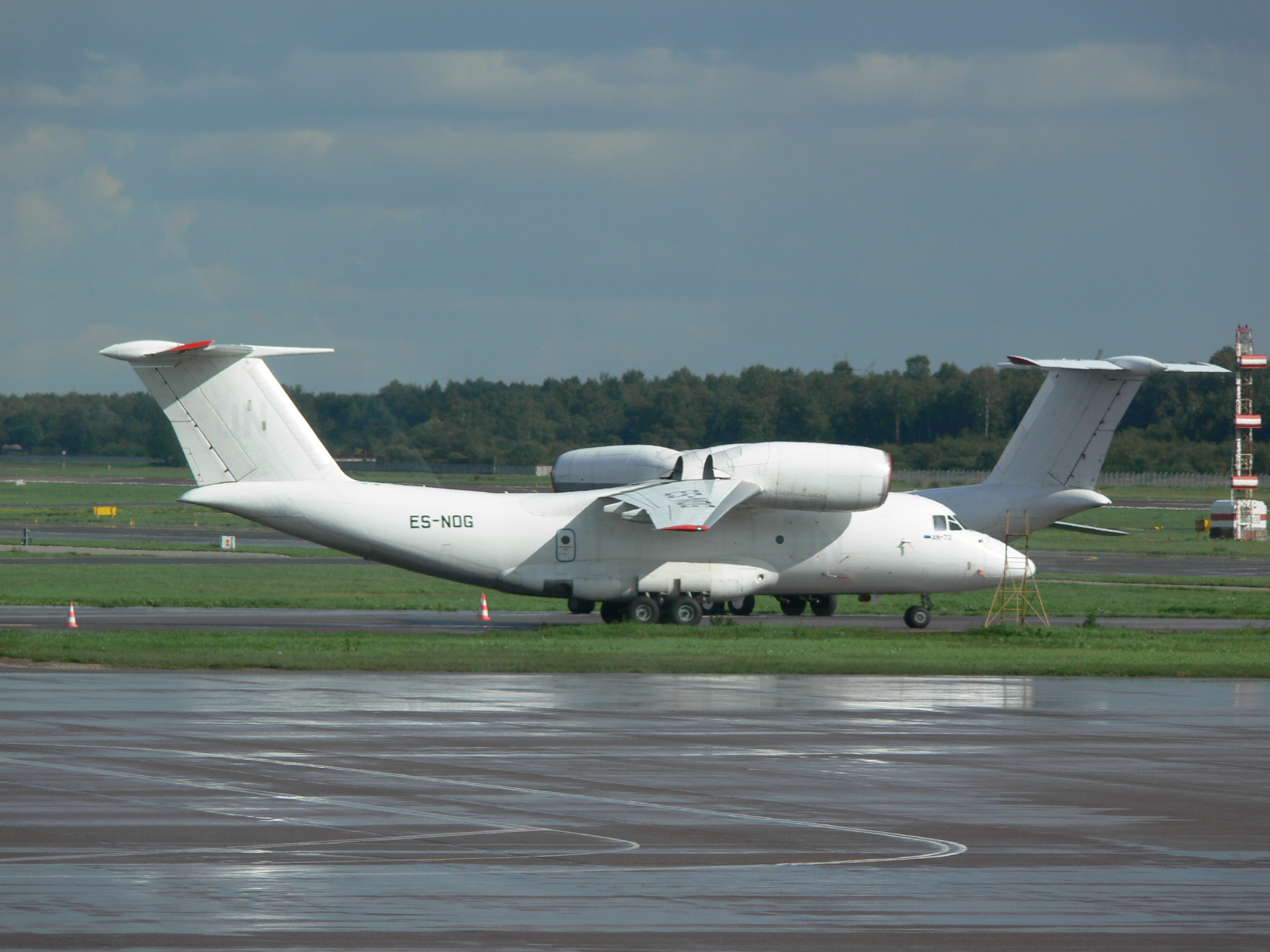
An-72 (ES-NOG) v Tallinnu

První prototyp stroje vzlétl 31. srpna 1977. Stroje z úvodní série byly do služby zařazeny v roce 1979. Letoun se vyráběl v několika verzích, celkem bylo vyprodukováno kolem 200 kusů.
Verze An-74 vznikla jako verze vojenského transportního letounu An-72 určená pro provoz v oblasti Arktidy a Antarktidy a pro komerční přepravu nákladu na středně dlouhých tratích za všech klimatických podmínek s teplotami sahajícími od -60 °C až po +45 °C. Vzhledem k tomu si konstrukce letounu vyžádala určité změny. První prototyp An-74 vzlétl 29. září 1983. Na linkách v SSSR začaly sériové stroje létat od roku 1985. Celkem bylo vyrobeno kolem 80 kusů.
Základní výzbroj průzkumné verze letounu An-72P tvoří 23mm kanon GŠ-23L. Na dvě podkřídlová závěsná místa lze podvěsit raketové bloky UB-32 s 32 neřízenými raketami S-5 ráže 57 mm. V nákladovém prostoru je místo pro 100kilogramové letecké pumy, které se shazují po otevření zadních vrat nákladového prostoru.
Pro účely pobřežního hlídkování má letoun An-72P zabudován průzkumný radiolokátor EL/M-2022A, umožňující vypátrat a sledovat až 100 námořních cílů do vzdálenosti 130 km a E/O průzkumný systém s TV a FLIR kamerou pro vedení denního a nočního průzkumu do vzdálenosti 20 nebo 15 km. Letoun je dále vybaven dopplerovským navigačně meteorologickým radiolokátorem s dosahem 550 km, který spolu s pilotně navigačním kompletem na bázi standardního číslicového navigačního vybavení umožňuje bezpečné automatické, povelové a ruční řízení letu po stanovené trase. Komplet ve spolupráci s elektronickým vybavením letounu zabezpečuje automatický start a přistání s využitím pozemních radiomajáků. Nákladový prostor An-72P o celkovém objemu 33,11 m³, s délkou 7m, šířkou 2,15m a výškou 2,20m umožňuje přepravovat až 5000 kg nákladu, 22 výsadkářů s výstrojí a výzbrojí nebo 16 raněných na nosítkách.

## Varianty
- An-72A – transportní letoun
- An-72LT – transportní letoun
- An-72P – hlídkový letoun

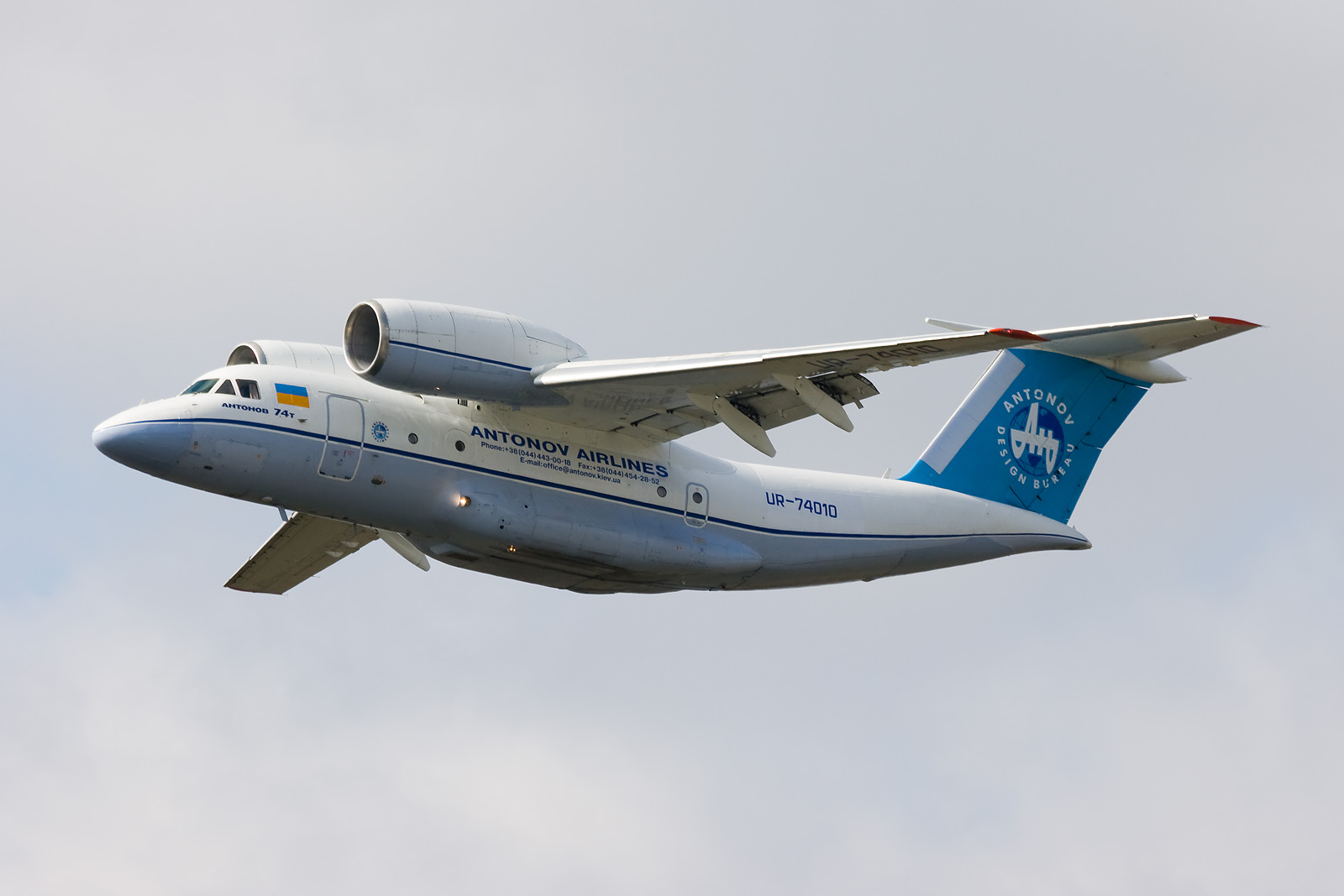
Antonov An-74T (UR-74010)

- An-74 – transportní letoun pro podmínky dálného severu
- An-74TK – varianta An-74 pro kombinovanou přepravu osob a nákladu
- An-74TK-300 – Prototyp vzlétl ke svému úvodnímu letu 20. dubna 2001 z letiště Charkovského státního leteckého závodu. Dvojice pohonných jednotek s lepší ekonomií provozu Progress D-436T1 byly přemístěny na pylony pod křídlem z důvodu lepší údržby pozemním personálem. Maximální rychlost vzrostla na 750 km/h společně se zvýšením doletu (5200 km).
- An-74P-100 – salónní varianta An-74
- An-71 – varianta pro radiolokační průzkum

## Specifikace (An-74)

### Technické údaje
- Osádka: 5
- Kapacita: do 52 pasažérů
- Rozpětí: 31,89 m
- Délka: 28,07 m
- Výška: 8,65 m
- Nosná plocha: 98,62 m²
- Hmotnost prázdného letounu: 19 050 kg
- Hmotnost (naložen): 34 500 kg
- Pohonná jednotka: 2 × dvouproudový motor Lotarjov D-36

### Výkony
- Cestovní rychlost: 550/600 km/h
- Maximální rychlost: 705 km/h
- Dostup: 11 800 m
- Dolet: 4 325 km